# Adelges knucheli
Adelges knucheli är en insektsart som först beskrevs av Schneider-orelli och Schneider 1954.  Adelges knucheli ingår i släktet Adelges och familjen barrlöss. Inga underarter finns listade i Catalogue of Life.